# دختر جادویی
دختر جادویی (ژاپنی: 魔法少女 هپبورن: mahō shōjo) واژه و زیر سبکی از رسانه‌های فانتزی عمدتاً ژاپنی برای توصیف انیمه، مانگا، لایت ناول و رسانه‌های لایو اکشن است که در آن دخترها از سحر و جادو استفاده می‌کنند. در این سبک از انیمه و مانگا معمولاً دختران جوان با استفاده از یک شیء جادویی یا از طریق خود دیگر ایده‌آل برای تبدیل خود به یک ابرقهرمان استفاده می‌کنند. این دختران سپس با استفاده از قدرت‌های جادویی خود به مبارزه با نیروهای شیطانی و برخی مواقع خود شیطان می‌پردازند. البته نسخه‌های ضدقهرمان دختر جادویی نیز وجود دارد. به‌طور کلی داستان‌های سبک دختر جادویی شامل دختران جذاب در سنین پیش از بلوغ یا آستانهٔ سن بلوغ هستند. آن‌ها همچنین تمایل دارند به تنهایی با فرایندهای زندگی از جمله روند رو به رشد، دوست یابی، یادگیری درس‌های زندگی و عاشق شدن مقابله کنند.

ویکی‌پدیا آنترومورف ویکیپِ-تان به‌عنوان majokko، کهن الگوی اصلی دختر جادویی

این ژانر در سال ۱۹۶۲ با مانگای هیمیتسو نو آکو-چان، و پس از آن سالیه جادوگر در سال ۱۹۶۶ ظهور کرد. موجی از انیمه‌های مشابه تولید شده در دههٔ ۱۹۷۰ (میلادی) منجر به استفاده از ماجوکو (魔女っ子, ت.ت. «جادوگر کوچک») به عنوان یک اصطلاح رایج برای این ژانر شد. در دههٔ ۱۹۸۰ (میلادی)، این اصطلاح تا حد زیادی با «دختر جادویی» جایگزین شد، که نشان دهنده محبوبیت جدید برنامه‌های تولید شده توسط استودیوهای دیگر، از جمله شاهدخت جادویی مینکی مومو و کرمی مامی، فرشته جادویی بود. مثال‌هایی دیگر برای این سبک می‌توان به مجموعه‌هایی نظیر سیلر مون، شوالیه‌های جادویی و کیل لا کیل اشاره کرد.